# Ketawang Karay
Ketawang Karay is een bestuurslaag in het regentschap Sumenep van de provincie Oost-Java, Indonesië. Ketawang Karay telt 4553 inwoners (volkstelling 2010).